# Reserva Nacional Katalalixar
La Reserva Nacional Katalalixar és una reserva natural situada a un arxipèlag entre el camp de gel patagó sud, i el camp de gel patagó nord a la regió d'Aysen, a Xile. La reserva fou creava el 1983 i no té cap infraestructura. Cobreix una superfície de 624.500 ha. i té un grau de biodiversitat més alt que altres àrees similars del sud de Xile. Això pot semblar contradictori, si prenem en compte que l'àrea ha estat coberta pel casquet glacial patagó durant l'últim màxim glacial.